# Iphiaulax dodsi
Iphiaulax dodsi är en stekelart som beskrevs av Cameron 1906. Iphiaulax dodsi ingår i släktet Iphiaulax och familjen bracksteklar. Inga underarter finns listade i Catalogue of Life.